# Anna Torv
Anna Charmichael Torv (Melbourne, 7 de junho de 1979) é uma atriz australiana que interpretou a agente do FBI Olivia Dunham na série da FOX Fringe. É também conhecida pelo seu papel como a voz, a atuação em motion capture e a face da protagonista Nariko, do jogo de PlayStation 3 Heavenly Sword.

## Biografia
Nasceu em Melbourne, filha de Susan e Hans Torv e cresceu em Gold Coast, Queensland, Australia. Ela possui um irmão, chamado Dylan. Ela está afastada do pai Hans Torv desde quando ela tinha oito anos de idade. A tia dela pelo lado paterno é a escritora Anna Maria Torv Murdoch Mann, que foi casada por 31 anos com o bilionário dos meios de comunicação Rupert Murdoch. O pai dela é descendente de estonianos.
Estudou no colégio Benowa State High School em Gold Coast, Queensland, e se formou em artes cênicas em  2001 no National Institute of Dramatic Art (NIDA).
Tornou-se mundialmente conhecida ao interpretar a agente do FBI Olivia Dunham, na série  Fringe, do canal estadunidense Fox. A simpatia do público não apenas pela série mas sobretudo por sua personagem levou a diversas manifestações que adiaram o cancelamento da série, dando a mesma um final aclamado pelos fãs. Sua personagem ficou no ar durante todos os episódios, de 2008 à 2013, tendo uma versão alternativa de um universo paralelo também interpretada por Torv. Ela também dublou a personagem Nariko no jogo Heavenly Sword, em que seu rosto foi usado na construção do modelo da personagem.
Se casou em dezembro de 2008 com o também ator de Fringe, Mark Valley. O casal se separou em 2010.

## Filmografia

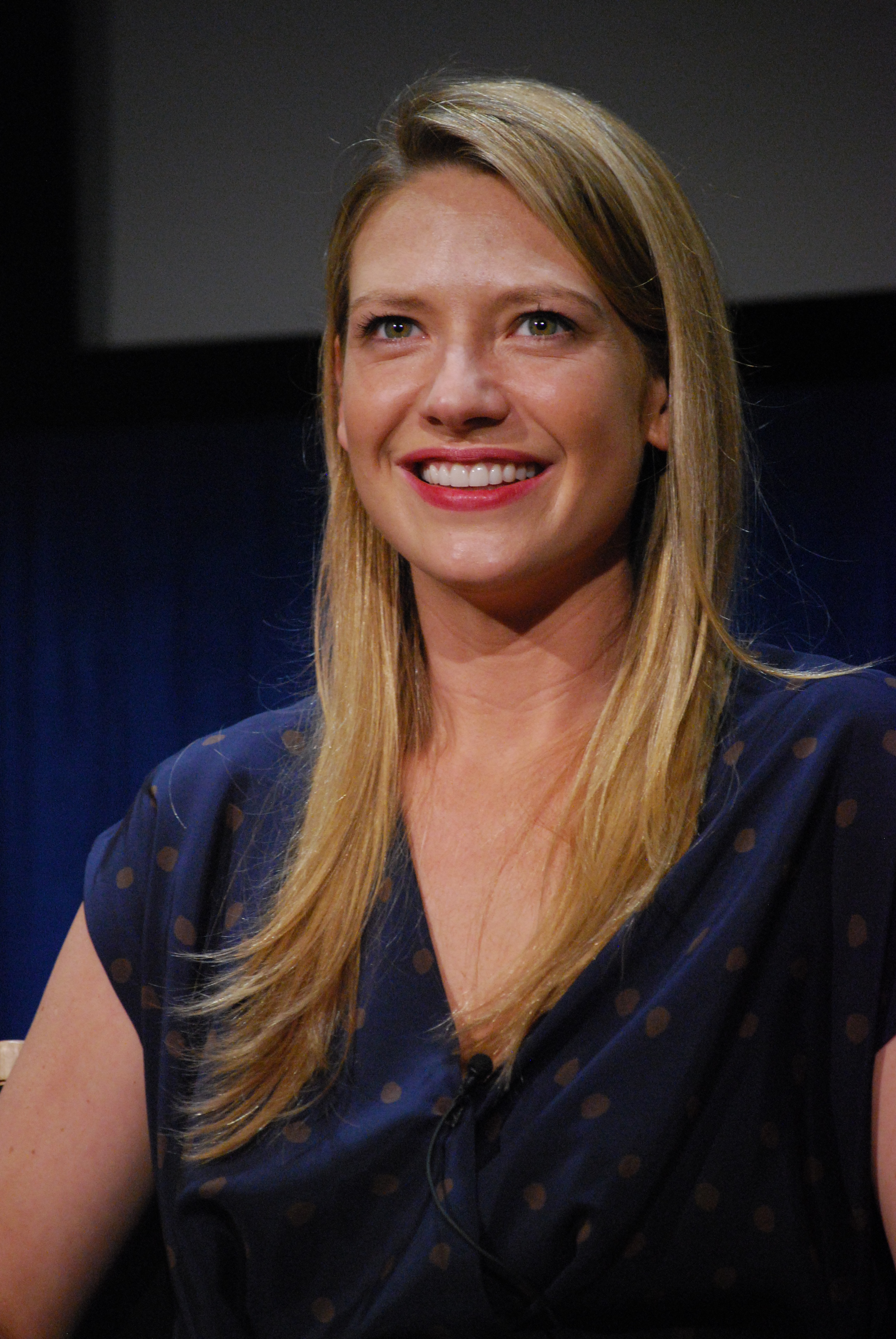
Torv em 2011

Esta é a filmografia de Anna:
| Ano       | Título                 | Papel                | Notas                                   |
| --------- | ---------------------- | -------------------- | --------------------------------------- |
| 2002      | White Collar Blue      | Vizinha              | Série de TV                             |
| 2002      | Young Lions            | Irena Nedov          | Série de TV (13 episódios)              |
| 2003      | Travelling Light       | Debra Fowler         | Filme                                   |
| 2004      | McLeod's Daughters     | Jasmine McLeod       | Série de TV (2 episódios)               |
| 2004–2005 | The Secret Life of Us  | Nikki Martel         | Série de TV (20 episódios)              |
| 2006      | The Book of Revelation | Gertrude             | Filme                                   |
| 2007      | Heavenly Sword         | Nariko               | Video game                              |
| 2007      | Frankenstein           | Enfermeira da UTI    | Filme                                   |
| 2008      | Mistresses             | Alex                 | Série de TV (1ª temporada)              |
| 2008–2013 | Fringe                 | Olivia Dunham        | Série de TV                             |
| 2010      | The Pacific            | Virginia Grey        | Minissérie (episódio "Peleliu Landing") |
| 2014      | Love is now            | Virgínia             | Filme                                   |
| 2015      | Deadline Gallipoli     | Gwendoline Churchill | Série de TV (2 episódios)               |
| 2015      | The Daughter           | Anna                 | Filme                                   |
| 2016–2019 | Secret City            | Harriet Dunkley      | Série de TV (papel principal)           |
| 2017      | Stephanie              | Jane                 | Filme                                   |
| 2017-2019 | Mindhunter             | Dra. Wendy Carr      | Série de TV (papel principal)           |
| 2021      | The Newsreader         | Helen Norville       | Série de TV (papel principal)           |
| 2021      | Fires                  | Lally Robinson       | Episódio 3                              |
| 2023      | Force of Nature        | Alice                | Filme                                   |
| 2023      | The Last of Us         | Tess                 | Série de TV (3 episódios)               |